# ロヴィアナ語
ロヴィアナ語（ロヴィアナご、英: Roviana language）は大洋州諸語の北西ソロモン諸語を構成する言語の一つである。ソロモン諸島のニュージョージア島北中部のロヴィアナ・ラグーン（Roviana Lagoon）とヴォナヴォナ・ラグーン（Vonavona Lagoon）周辺で話されている。

## 言語名別称
- ロビアナ語
- ロヴァアナ語
- Robiana
- Rubiana
- Ruviana